# Bruceton
Bruceton és una població dels Estats Units a l'estat de Tennessee. Segons el cens del 2000 tenia 1.554 habitants.

## Demografia
Segons el cens del 2000, Bruceton tenia 1.554 habitants, 640 habitatges, i 433 famílies. La densitat de població era de 309,3 habitants/km².
Dels 640 habitatges en un 27,8% hi vivien nens de menys de 18 anys, en un 51,7% hi vivien parelles casades, en un 13% dones solteres, i en un 32,2% no eren unitats familiars. En el 31,1% dels habitatges hi vivien persones soles el 15,8% de les quals corresponia a persones de 65 anys o més que vivien soles. El nombre mitjà de persones vivint en cada habitatge era de 2,25 i el nombre mitjà de persones que vivien en cada família era de 2,78.
Per edats la població es repartia de la següent manera: un 21,3% tenia menys de 18 anys, un 7,7% entre 18 i 24, un 22,6% entre 25 i 44, un 24% de 45 a 60 i un 24,4% 65 anys o més.
L'edat mediana era de 44 anys. Per cada 100 dones de 18 o més anys hi havia 80,1 homes.
La renda mediana per habitatge era de 28.409 $ i la renda mediana per família de 36.176 $. Els homes tenien una renda mediana de 31.146 $ mentre que les dones 19.323 $. La renda per capita de la població era de 15.711 $. Entorn del 17,4% de les famílies i el 16,2% de la població estaven per davall del llindar de pobresa.

## Poblacions més properes
El següent diagrama mostra les poblacions més properes.